# 潤井川
潤井川（うるいがわ）は、静岡県富士宮市および富士市を流れる富士川水系の一級河川。

## 地理

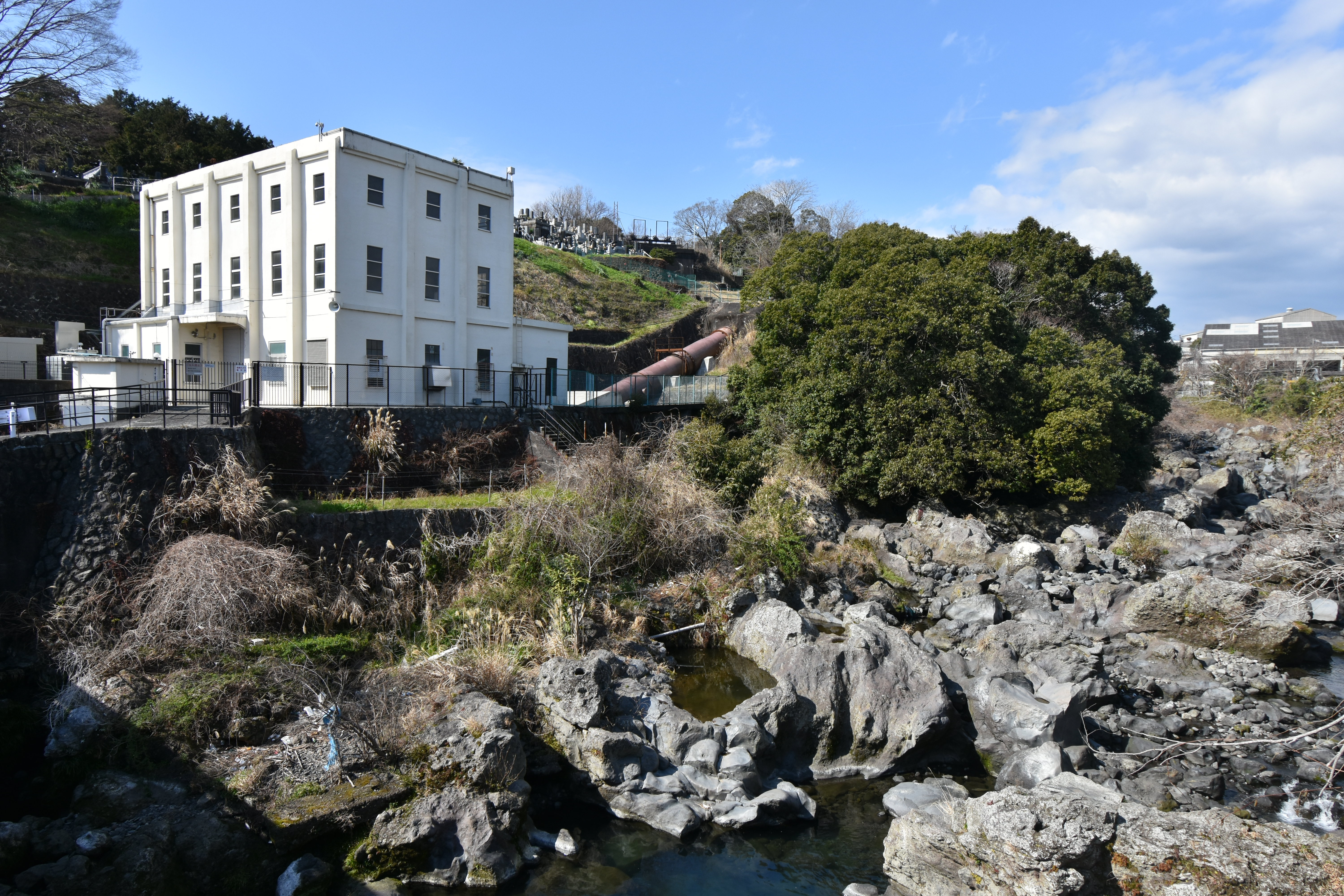
潤井川第三発電所（富士宮市）と龍巌淵

静岡県富士宮市上井出付近に源を発し深い谷を作りながら、芝川より取水した大堰用水、足取川、風祭川を合わせ南流し、大中里地区から流路を東に変える。このあたりより下川、清水川、方辺川、よしま池（逆さ川）などの湧水河川が複数流入し、水量が一気に増える。神田川と合流してすぐに星山放水路との分岐点がある。尚、普段は放水されていない。その直後に王子製紙富士工場の「潤井川第一発電所」に取水され水量は落ちる。その約2km下流で弓沢川が合流し、さらに再び本流の水が戻ることで水量が豊かとなる。
富士市に入ると天間地区で鷹岡・吉原用水に取水、天間沢川を合流。岩本地区で凡夫川と合流すると同時に富士早川、下堀川等に分流し、市の中西部を潤している。本流は富士早川に分流したあたりから徐々に流路を南東に変え、小潤井川に分流し、やがて田子の浦港へ注ぐ。流域には、富士フイルム富士宮工場や、旭化成、王子製紙などの複数の製紙会社など工場が多い。
田子の浦港のできる以前は沼川の支流であった（現在はそれぞれ独立して田子の浦港に注いでいるものの、沼川の支流であるという位置付けは同様である）。現在の河口付近には西伊豆フェリーの乗り場があった。桜並木と富士山をセットとした景勝地としても知られ、「潤井川桜並木」の地点名（富士宮市）で環境省公開の「富士山がある風景100選」に選定されている。

## 呼称

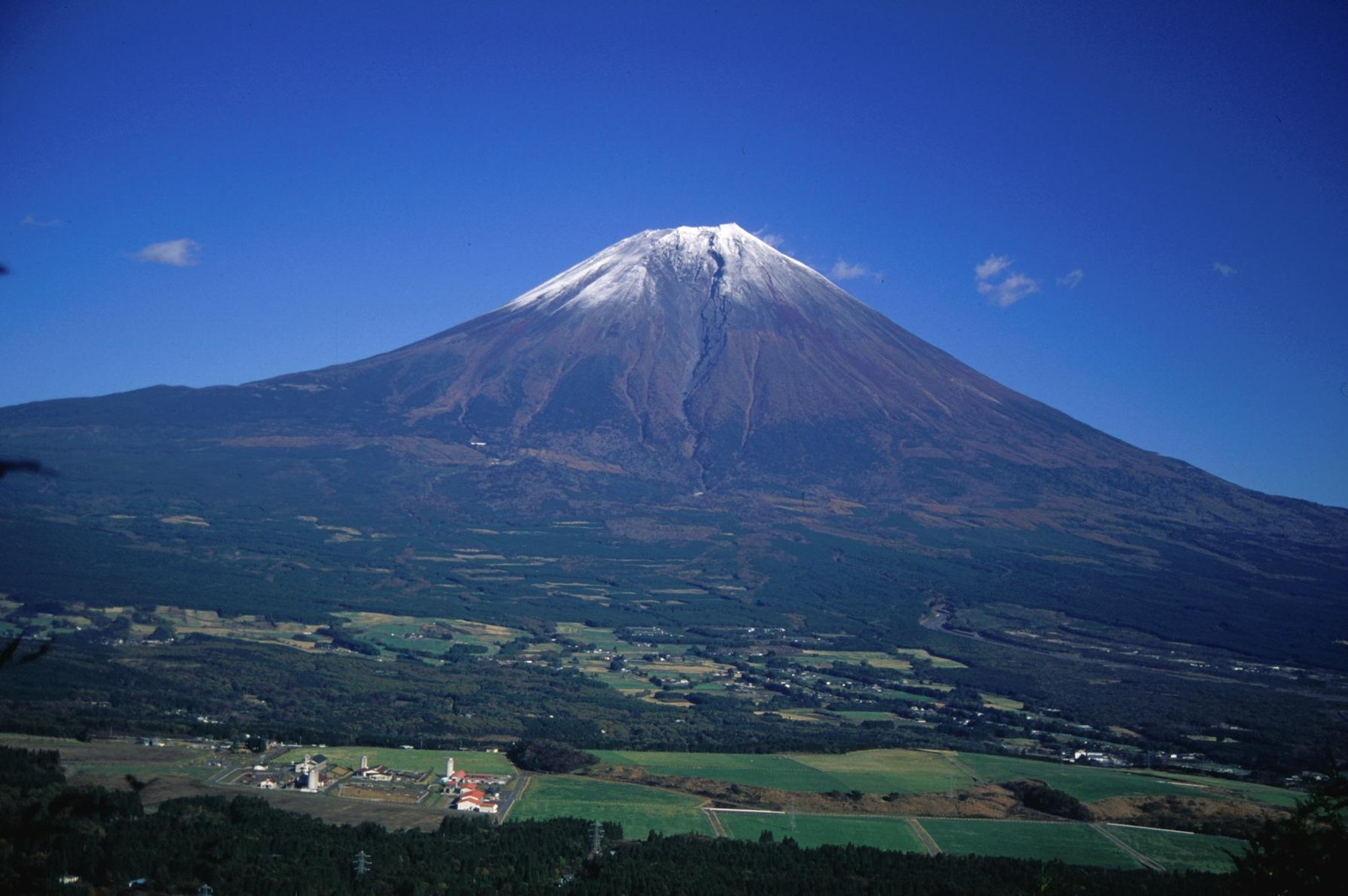
西側の長者ヶ岳から望む富士山西面の大沢川の源流となる大沢崩れ

源流部は大沢崩れを源とする大沢川と呼ばれ、普段は水が枯れている。上流域は現在でも芝川から取水した用水や生活排水が流れ込むことで形態をなしているため水量が少なく、以前は富士宮市の大中里地区を流れるあたりまでは飢渇川（きかつがわ）と呼ばれた。そしてそこから下流を潤井川としていた。上流部には日蓮正宗総本山大石寺の境内を流れる区間があり、その周辺では御塔川とも呼ばれている。なお、大石寺境内を通る国道469号の旧県道時代からの橋である大石橋と現国道の龍門橋（2005年3月完成）との間には、大石滝と呼ばれる滝がある。

## 由来・説話
富士山南麓の富士宮市・富士市一帯には富士山と赫夜姫（かぐや姫）伝説を結びつけた富士山縁起が伝わり、その中に潤井川が登場する。富士宮市の村山浅間神社に伝わる「富士山縁起」には以下の内容が示されている。
富士山麓に住む老夫婦が竹の中から赫夜姫を発見、その子は大人に成長した。一方、時の帝は美しい女性を探すために全国に勅使を派遣していたため、この地方にも勅使は訪れていた。その勅使が老夫婦の家に宿をとった所、赫夜姫の存在を知り、帝へ伝わるところとなった。しかし赫夜姫は勅命を断り富士山へ登り、姿を消してしまった。これを地元の人々が悲しみ涙した所が「憂涙河」（潤井川）であったという内容である。

## 歴史
1974年（昭和49年）に星山放水路開削。大沢崩れからの土石流に度々苦しめられてきた下流域での水害を防ぐため、富士川への放水路を開削した。台風や大雨に伴う潤井川の増水時に富士川へ放水することで、下流域（富士市）での水害は大幅に減少した。これに伴い潤井川を含めた沼川水系全域を富士川水系に編入した。

## 水質・環境
水源のない上流域は生活排水のため水質が良いとは言えないが、富士宮の青木地内で芝川より取水した大堰川、市街地付近で下川、清水川、逆川（さかさがわ=よしま池）、方辺川、神田川などの湧水河川が流れ込むことで水質が改善される。富士宮市街の区間ではヤマメ、アマゴ、ニジマスなどが放流されており、静岡県東部有数の渓流釣り場である。その他にコイも放流されている。
富士宮市内での魚類の天然生息はわずかで、アブラハヤなど。かつてはウナギの遡上もあったという。富士市に入ると、マルタウグイやアユの遡上も見られる。

## 主な支流
- 神田川
- 弓沢川
- 風祭川
- 足取川
- 凡夫川

## 橋梁
- 富士宮市
  - 新田橋（静岡県道71号富士宮鳴沢線）
  - 駒止橋（県道71号）
  - 龍門橋（国道469号）
  - 富丘桜橋（静岡県道184号白糸富士宮線）
  - JR東海身延線潤井川橋梁
  - 野中橋（静岡県道76号富士富士宮由比線）
- 富士市
  - 新東名高速道路潤井川橋梁
  - 龍厳橋（静岡県道176号鷹岡柚木線）
  - 東名高速道路潤井川橋梁
  - JR東海身延線潤井川橋梁
  - 潤井川橋（静岡県道175号鷹岡富士停車場線）
  - 山橋（静岡県道181号富士停車場伝法線）
  - 源平橋
  - 潤井川大橋
  - 富安橋
  - 潤井川橋（静岡県道396号富士由比線）
  - JR東海東海道本線潤井川橋梁
  - JR東海東海道新幹線潤井川橋梁